# 国立台湾図書館
国立台湾図書館（こくりつたいわんとしょかん）は、1914年に設立された台湾で最も古い図書館で、新北市中和区に位置している。中華民国教育部により運営されている。

## 沿革
第5代台湾総督佐久間左馬太の命により台湾総督府図書館として1914年に台北市書院町（現・中正区）に設立。第二次世界大戦中に米国の爆撃によって焼失。戦後の1946年に台湾省行政長官公署図書館として再スタート。1973年には国立中央図書館台湾分館と改名。2004年に現在地に移転。2013年1月1日から現在の名称である国立台湾図書館になった。

## 利用情報
- 所在地：新北市中和区中安街85号
- 開館時間：9:00 - 21:00（閲覧室の一部は17：00まで）
- 休館日：月曜日、国定祝日・記念日

## 交通アクセス
MRT
- 台北捷運永安市場駅より徒歩5分。